# Kalapanunggal (Kalapa Nunggal)
Kalapanunggal is een bestuurslaag in het regentschap Sukabumi van de provincie West-Java, Indonesië. Kalapanunggal telt 5237 inwoners (volkstelling 2010).